# Crescer
Crescer é uma revista mensal publicada no Brasil pela Editora Globo, desde novembro de 1993. Enfoca assuntos como gestação, desenvolvimento infantil (do bebê e da criança), desafios da adolescente, assim como questões relacionadas à família, educação, saúde, comportamento, levando dicas práticas para mães, pais e cuidadores.
A revista também é publicada em Portugal pela Impala.

## Início nos anos 90
A revista foi originalmente lançada com o nome Crescer em Família. Em novembro de 2003, por ocasião de seu décimo aniversário, passou por uma reformulação do projeto gráfico, adotando o nome Crescer.
A primeira edição foi publicada em novembro de 1993 e apresentou imagens consideradas inovadoras à época, retratando o momento de concepção de uma nova vida. As fotografias foram produzidas pelo fotógrafo premiado Lennart Nilson, utilizando recursos avançados como microscópios eletrônicos e sondas de fibra óptica.
Uma edição de grande repercussão foi publicada em junho de 1998, quando a revista entrevistou a apresentadora brasileira Xuxa, que na época estava grávida de sua filha, Sasha Meneghel.
Em agosto do mesmo ano, a publicação rompeu com seu padrão visual ao estampar, pela primeira vez, a imagem de um pai na capa — o ator Edson Celulari, acompanhado de seu filho, Enzo. A edição destacou a manchete “Com amor, qualquer idade é boa para ser pai”, propondo uma reflexão sobre a abordagem editorial do tema da paternidade.

## Entrada na era digital
Em dezembro de 2023, um mês após celebrar seu 30º aniversário, a revista Crescer deixou de ser publicada em formato impresso e passou a circular exclusivamente em versão digital, mantendo sua periodicidade mensal. A transição foi acompanhada por uma reformulação do site, que passou a oferecer novas ferramentas e conteúdos inéditos.

## Colunistas
Ao longo de sua trajetória, a revista contou com a colaboração de diversos colunistas de destaque em suas áreas de atuação. Entre eles, os pediatras Renato Kfouri, Ana Escobar e Carlos González; os psicólogos Alexandre Coimbra do Amaral e Elisama Santos; a médica Ana Jannuzzi; os influenciadores Thiago Queiroz e Thais Vilarinho; além de personalidades como o ator Carmo Dalla Vecchia, a atriz Denise Fraga e o apresentador Marcelo Tas, entre outros.

## Prêmios
Prêmio Vladimir Herzog
Menção Honrosa do Prêmio Vladimir Herzog por Revista
| Ano  | Obra                                                          | Veículo de mídia                           | Autor                      | Resultado |
| ---- | ------------------------------------------------------------- | ------------------------------------------ | -------------------------- | --------- |
| 2016 | “Pequenos e invisíveis: a mortalidade das crianças indígenas” | Revista Crescer – São Bernardo do Campo/SP | Maria Clara Nicolau Vieira | Venceu    |